# Lucinda do Carmo
Lucinda Eugénia do Carmo, mais conhecida por Lucinda do Carmo OSE (Lisboa, 15 de dezembro de 1861 - Lisboa, 1 de janeiro de 1922), foi uma atriz de teatro e professora portuguesa.

## Biografia
Nasceu a 15 de dezembro de 1861, no 2.º andar do número 164 da Rua Direita da Esperança, freguesia de Santos-o-Velho, em Lisboa, filha de Augusto César do Carmo, pintor de artes decorativas e de sua mulher, Luísa Eugénia Pires, ambos naturais de Lisboa.

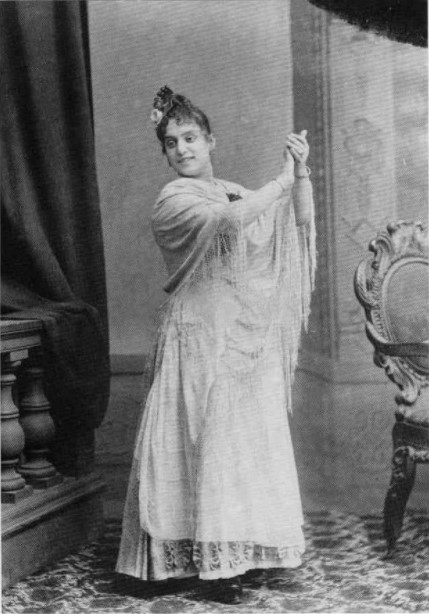
Lucinda do Carmo na Madeira (Eco do Funchal, Museu de Fotografia - Vicentes, década de 1890).

Depois de cursar as aulas de música do Conservatório Nacional de Lisboa, resolveu seguir a carreira dramática, manifestando decidida vocação. Começou por representar em companhias de teatro amador e cantar em boates, estreando-se profissionalmente no Teatro do Ginásio a 22 de setembro de 1882, com a comédia em três atos A Estação Calmosa, de Chivot e Duru, traduzida do francês por José Augusto Ferro, com total agrado do público. Conservou-se no Ginásio durante quatro anos, tomando parte num enorme repertório no qual fez imensos progressos, principalmente no género cómico. Distinguem-se neste período a sua participação nas peças A Sentença das Nozes, Sua Excelência, Teresa Raquin, Cenas Burguesas, Infanticida, Os Fidalgos da Casa Mourisca, Marido Debutante, Fidalgos de Moncroix, Diana e A Charada. Em 1884, integrada na Companhia de Emília Adelaide, foi em digressão a Espanha, onde representou, com agrado, em Madrid e Barcelona.
Em 1886 contratou-se no Teatro dos Recreios, distinguindo-se na opereta Nitouche, que lhe valeu grande nomeada pelo sucesso que obteve. Neste teatro participou também nas peças Maridos Que Choram, Noite de Núpcias, Miguel Strogoff, Luís XI, Lili, O Arlequim e O Acrobata. Passou depois ao Teatro da Trindade, onde Nitouche foi ainda o seu "cavalo de batalha", até ter igual sucesso no vaudeville Cigarra, que lhe valeu, em 1888, a cognominação de "Rainha do vaudeville", pela imprensa da época. Foi ainda aplaudida nas peças A Marquesinha e Cossaca, com a qual fez festa artística. Foi também nesta época, em que esteve no Trindade, que teve um conflito com Mercedes Blasco. Daqui passa para o Teatro da Rua dos Condes, quando este reabriu com a Empresa Salvador Marques, sob a direção artística de António de Sousa Bastos, fazenda uma curta época.

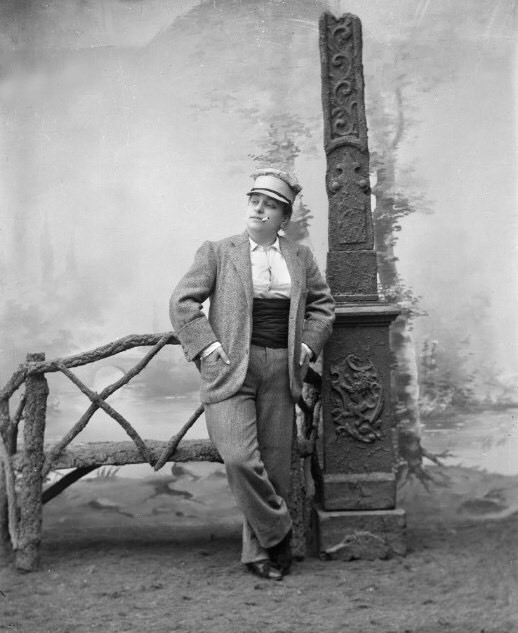
Lucinda do Carmo em personagem, aquando da sua digressão ao Porto (Arquivo Histórico Municipal do Porto, década de 1890).

Em 1891 entra para o Teatro Nacional D. Maria II, onde se firma como atriz de comédia de primeira ordem, estreando-se com a comédia O Defunto, tomando parte, posteriormente, nas peças O Íntimo, Tio Milhões, A Madrugada e Os Castros. Em 1893, vai com a Companhia Rosas & Brazão, onde estava integrada, em digressão ao Brasil, passando por Rio de Janeiro e São Paulo. Sousa Bastos comentou sobre este episódio, em 1898: "Era na comedia uma bella actriz, utilissima á empreza e mais util ainda ao seu futuro. Em 1893 foi com a sua companhia ao Brazil e por lá as tricas de bastidores e as rivalidades artisticas atiraram com Lucinda do Carmo para fóra do theatro de D. Maria. Eil-a novamente na Rua dos Condes, n'uma empreza que tinha de procurar dramas violentos para dar que fazer a Amélia Vieira e peças com musica ou com primeiros papeis característicos para Anna Pereira. N'um ou n'outro caso Lucinda do Carmo ficava na sombra com papeis inferiores ao seu merecimento ou muito fóra da sua indole artistica." 

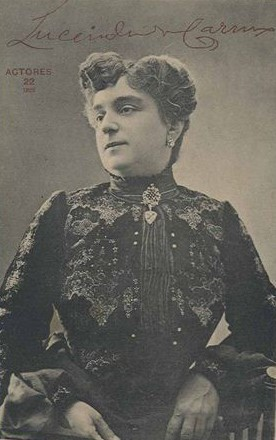
Postal ilustrado de Lucinda do Carmo (Museu Nacional do Teatro e da Dança, década de 1900).

Como referido por Sousa Bastos, ao regressar a Portugal contrata-se novamente na Rua dos Condes. Como diretora teatral, organizou uma companhia que foi em digressão aos Açores e Madeira, da qual faziam parte, entre outros, o Actor Vale e o Actor Gil. À volta, entrou numa sociedade artística que deu espetáculos no Teatro da Trindade e no Teatro D. Amélia, onde os seus trabalhos de resistência foram ainda a peça Cigarra e uma imitação de Lucinda Simões na revista Retalhos de Lisboa, ao lado de Cinira Polónio. Participou também nas peças A Feiticeira e O Tio.
Aproveitando um contrato vantajoso, é escriturada por José Ricardo, estando duas épocas no Teatro D. Afonso, no Porto, onde obteve aplauso geral. Regressando a Lisboa, vai para o Teatro Avenida, dirigida pelo escritor Gonçalves de Freitas. Em 1898, quando o governo remodelou a constituição da sociedade artística do D. Maria II, requereu ser admitida como societária, sendo classificada como atriz de 1.ª classe. Ali representou A Locandeira e Pato Bravo, até pedir a demissão de societária.
Na Rua dos Condes vai representar, sem estar integrada em nenhuma companhia, o vaudeville Roussotte, formando depois uma sociedade com Cinira Polónio e Ciríaco Cardoso, para explorar o Avenida, levando à cena as óperas cómicas Direito Feudal, O Meia Azul e O Burro do Sr. Alcaide. Em 1901, encontrava-se no Trindade, onde apareceu no vaudeville O Homem das Mangas e na mágica O Bico de Papagaio. Mantém-se, após esta época, afastada da cena teatral por alguns anos.
Em 1907, estreia-se no cinema mudo, participando no filme O Rapto de Uma Atriz, de Lino Ferreira, primeiro filme português conhecido no género da ficção, contracenando com Nascimento Fernandes e Carlos Leal, no papel de "fugitiva". A estreia teve lugar no Teatro do Príncipe Real, a 30 de setembro daquele ano.
A partir de 1911 regeu a 7.ª cadeira do curso da Escola da Arte de Representar, no Conservatório Nacional de Lisboa. Entre 1911 e 1921, esteve novamente classificada como atriz de 1.ª classe na sociedade artística do Teatro Nacional D. Maria II, dirigida por Joaquim Costa, com a qual chegou a ir ao Porto, representar no Teatro Sá da Bandeira. Deste período, distingue-se a sua participação nas peças 20.000 Dólares, O Reposteiro Verde, O Sol da Meia Noite, A Noite do Calvário, A Marcha Nupcial, Segundas Núpcias, A Sombra, O Pão de Cada Dia, Mártires do Ideal, Amor à Antiga, D. João Tenório, Os Lobos e Castro. Esteve ainda no Teatro Moderno, onde participou em Sem Rei nem Roque.
A 3 de abril de 1920, foi agraciada com o grau de Oficial da Ordem Militar de Santiago da Espada.

Do seu longo repertório de quase 40 anos de carreira, salienta-se ainda a sua participação em Maio no Campo, Maço das Cartas, A Hospedeira, O Sacristão de Santo Eustáquio, Ó da Guarda, ABC, Sol e Sombra, Hotel do Lagarto na Penha de França, Agulha em Palheiro, A Torre de Babel, Inocência, Infeliz Carolina, Rua da Paz 115, A Casamenteira, Princesa George, Um Rival Implacável, A Vida de um Rapaz Pobre, Engaiolado, O Primeiro Benefício, Três Dias bem Passados, A Medalha da Virgem, A Pesca Milagrosa, Marido Experiente, O Que as Mulheres não Fazem, O Sr. Amaral, Cabeça de Estopa, O Sargento-Mor de Vilar, Ditoso Fado, Tio Braz, A Irmã, Receita de Lacedemónios, A Verdadeira Nobreza, Alarido no Campo e D. Afonso VI.

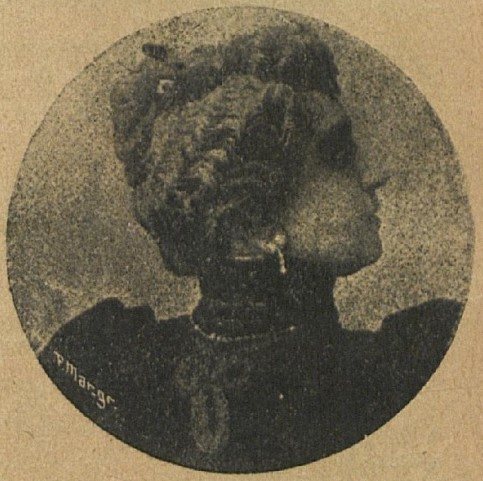
Lucinda do Carmo (A Môsca: Revista illustrada, litteraria, theatral e sportiva, 16 de março de 1910).

Sousa Bastos descreveu-a da seguinte forma: "Lucinda do Carmo não é isenta de defeitos; pouco a auxiliam a sua pequena figura e formas irregulares. Adquiriu o habito de fazer pieguices em scena quando se quer fazer ingênua, isto desde que fez a Nitouche. Mas, em compensação, é intelligentissima, instruida, estuda, sabe estudar e é incansavel no trabalho. Nunca são os emprezarios que d'ella se queixam. Isto já não é pouco.", dizendo, anos depois, a respeito da artista: "(...) intelligencia, illustração e notável forma de dizer." Já João Ramos, descreveu-a como: "(...) airosamente talhada, de feições distintas e expressivas, voz rica de tons, susceptível de modulações e gradações delicadas, intuição artística e estudiosa, qualidades que lhe permitiram ser, igualmente, brilhante na comédia, drama, opereta e vaudeville."
Quando a sua mãe faleceu, a 24 de dezembro de 1921, deixou de comer e falar e permaneceu na cama, profetizando aos seus colegas e amigos Eduardo Brazão, Joaquim Costa e José Ricardo, que a acompanharam ao funeral, que não sobreviveria à saudade de sua mãe, com quem vivera toda a vida. Havia uns meses, tinha caído de um elétrico, partido uma perna e ficado a coxear. Vítima de diabetes e insuficiência cardíaca, faleceu na manhã de 1 de janeiro de 1922, aos 60 anos, na sua residência, o 2.º andar do número 26 da Rua de Ponta Delgada, freguesia de São Jorge de Arroios, em Lisboa. Nunca casou, nem deixou filhos.

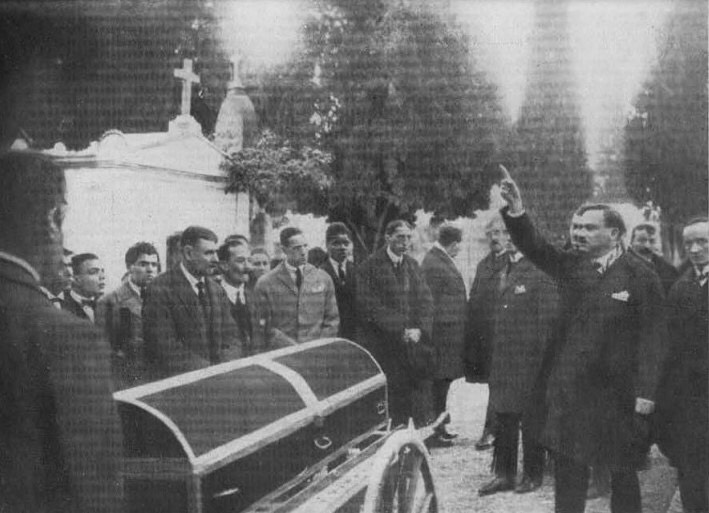
Funeral de Lucinda do Carmo no Cemitério dos Prazeres, com Luís Galhardo (à direita) discursando ao pé do seu caixão (Illustração Portuguesa, 14 de janeiro de 1922).

Sobre o seu peito foram colocados, a seu pedido, o botão da Ordem de Santiago e um pergaminho onde estava escrito o poema Glorificações, que Júlio Dantas lhe tinha dedicado, em 1894. O ministro dos Negócios Estrangeiros e diretor da Escola de Arte de Representar João de Melo Barreto esteve em casa da falecida até à hora do funeral. O préstito seguiu para o Cemitério dos Prazeres, em carro puxado por duas parelhas, seguido de trens em que se contavam representantes do ministro e do governador civil de Lisboa, do diretor-geral das Belas Artes, dos jornais, empresários, atores, atrizes e empregados de todos os teatros da capital. Foi sepultada no jazigo dos Artistas Dramáticos.
A 2 de janeiro, dia do seu funeral, o Diário de Lisboa publicou um artigo em sua homenagem, no qual salienta: "(...) figura incofundível do teatro português e artista notabilíssima, cuja falta será dificilmente preenchida. Morreu após uma vida inteira, a dispersar às mãos cheias os fulgores do seu formosíssimo talento, mulher de espírito requintado, de uma cultura invulgar. Mestra eminente, que deixa atrás de si uma carreira gloriosíssima, Lucinda do Carmo, a Lucinda dos olhos fulgurantes, do rosto gaiato, que deu ao teatro toda a fama da sua Arte requintada, morreu, apesar de tudo, com todo o brilho do seu cérebro privilegiado, tendo-nos oferecido, ainda há pouco, numa rábula pequeníssima, A Sóror Benedicta, da peça de D. João da Câmara, D. Afonso VI, mais uma faceta da sua alma de artista. (...) O Diário de Lisboa sentindo dolorosamente a perda irreparável do passamento da eminente artista, apresenta, nesta hora de luto, para o teatro português, a expressão do seu sentimento à família da ilustre extinta, e a todos os artistas portugueses."
Deixou aos herdeiros, dois tios maternos, o prédio onde vivia e alguns papéis de crédito.  Escreveu, entre outros, poemas dedicados à mãe e uma coletânea de várias historietas, em que sobressai o conhecido humor cáustico da atriz, visando os galãs, a nova aristocracia sem cultura e o uso de plebeísmos dentro e fora de cena. Usava, frequentemente o discurso direto. Colaborou com poesias no Almanaque das Senhoras (1913 e 1915) e no Almanaque dos Palcos e Salas (1906 e 1912).
Por Edital camarário de 31 de março de 1932, foi atribuído o seu nome a uma rua da freguesia de Alto do Pina, em Lisboa. O seu nome faz ainda parte da toponímia de Fernão Ferro e Charneca de Caparica.

## Filmografia
- O Rapto de Uma Atriz (1907)[6][11]